# Liste von Kunstwerken im öffentlichen Raum in Brugg
Dies ist eine Liste von Kunstwerken im öffentlichen Raum in Brugg.
Sie beinhaltet frei zugängliche oder im öffentlichen Raum in der Stadt Brugg (Kanton Aargau, Schweiz) sichtbare Objekte. Neben Skulpturen und anderen Kunstwerken im Besitz der Stadt Brugg gehören dazu auch Objekte anderer staatlicher und privater Eigentümer. Die Liste enthält unter anderem moderne Kunst, Kunst am Bau (Objekte der Bauplastik, Wandmalerei usw.), Brunneninstallationen, Inschriften, Denkmäler, Wirtshausschilder, Graffiti bzw. Streetart oder Kreiselkunst. Die Gegenstände und Bildwerke stammen aus verschiedenen Epochen von der Antike bis zum 21. Jahrhundert. Weil einzelne Objekte gelegentlich umplatziert werden und andere neu hinzukommen, erhebt die Liste keinen Anspruch auf Vollständigkeit.
Die Reihe unterscheidet sich von den in der Liste der Kulturgüter in Brugg aufgeführten Objekten, die vorwiegend staatlich geschützte Bauwerke umfasst. Einzelne hier aufgeführte Kunstwerke sind jedoch besondere Bestandteile von dort verzeichneten Gebäuden.

## Kunstwerke
| Foto                                     |                 | Objekt                                   |                                  | Typ                                                  |  |                 | Teil von                                                               | Standort                                                          | Künstler                                 | Datierung                           | Beschreibung |
| ---------------------------------------- | --------------- | ---------------------------------------- | -------------------------------- | ---------------------------------------------------- |  | --------------- | ---------------------------------------------------------------------- | ----------------------------------------------------------------- | ---------------------------------------- | ----------------------------------- | --- |
| BW                                       | Datei hochladen | Weiheinschrift                           |                                  | Inschrift Kalkstein                                  |  |                 | ehemaliger Votivbau im antiken Vindonissa                              | Vindonissa-Museum, Museumsstrasse ·                               |                                          | 79                                  | Die Monumentalinschrift eines ehemaligen römischen Bauwerks zu Ehren von Mars, Apollo und Minerva erwähnt die Namen mehrerer Bewohner des antiken Dorfes Vindonissa und bezeichnet sie als «vicani Vindonissenses» (Corpus Inscriptionum Latinarum (CIL) 13,5195) Der Standort des Bauwerks in der Antike ist nicht bekannt. |
| Bauinschrift                             | Datei hochladen | Bauinschrift                             |                                  | Inschrift Kalkstein                                  |  |                 | ehemaliges römisches Legionslager Vindonissa (heute Gemeinde Windisch) | Vindonissa-Museum, Museumsstrasse, Brugg ·                        |                                          | 47                                  | Steintafel mit Inschrift (Fragment), wohl vom ehemaligen Westtor des Legionslagers von Vindonissa (CIL 13,11514) |
| BW                                       | Datei hochladen | Bauinschrift des Asclepiades             |                                  | Inschrift Kalkstein                                  |  |                 | ehemaliger römischer Jupitertempel von Vindonissa                      | Vindonissa-Museum, Museumsstrasse, Brugg ·                        |                                          | 1.-2. Jh.                           | Steintafel (Fragment) mit Inschrift des ehemaligen, von einem Mann namens Asclepiades wieder errichteten Jupitertempels von Vindonissa (CIL 13,5194) Die Inschrift wurde 1872 beim Bau der kantonalen Heil- und Pflegeanstalt Königsfelden (in Windisch) gefunden. |
| Römische Inschriften                     | Datei hochladen | Römische Inschriften                     |                                  | Inschriften                                          |  |                 | Lapidarium des Vindonissa-Museums                                      | Museumsstrasse, Brugg ·                                           |                                          |                                     | Sammlung von Inschriften, die bei Ausgrabungen im römischen Legionslager und im Dorf Vindonissa gefunden wurden |
| ohne Titel                               | Datei hochladen | ohne Titel                               |                                  | Bauplastik (Kopfskulptur)                            |  |                 | Schwarzer Turm                                                         | Hauptstrasse ·                                                    | unbekannt                                | undatiert (Mittelalter oder später) | Werkstein mit plastisch vorstehendem Kopf, eingefügt in die Nordmauer des Schwarzen Turms |
| Brunnensäule                             | Datei hochladen | Brunnensäule                             |                                  | Brunnenkunstwerk Stein                               |  | Brunnen         | Rathausbrunnen                                                         | Rathausplatz ·                                                    | Anton Wyg                                | 1557 bis 1563                       | Brunnensäule des Rathausbrunnens, auf der heute die Statue «Justitia» von 1928 steht |
| Dorfbrunnen Umiken                       | Datei hochladen | Dorfbrunnen Umiken                       | Wikidata zu Dorfbrunnen Umiken   | Brunnenkunstwerk Kalkstein                           |  | Brunnen         |                                                                        | Villnachernstrasse, Umiken ·                                      |                                          | 1591                                | Steintrog, Säule mit Aufsatz und Wappenfähnchen |
| Grabplatten                              | Datei hochladen | Grabplatten                              |                                  | Grabdenkmal Stein                                    |  | Denkmal         | Reformierte Stadtkirche Brugg                                          | Stadtkirche ·                                                     |                                          | 1591                                | Sechs Steinplatten mit Reliefs und Inschriften, teils in der Stadtkirche und teils an der anschliessenden Stadtmauer angebracht. |
| Schützenbrunnen                          | Datei hochladen | Schützenbrunnen                          | Wikidata zu Schützenbrunnen      | Brunnenkunstwerk Muschelkalk                         |  | Brunnen         |                                                                        | Eisiplatz ·                                                       | unbekannt                                | 1603                                | Runde Brunnenschale auf einem Sockel und mit einer Balustersäule. Die Inschrift am Brunnen erwähnt den Bauherrn von Brugg Philipp Meyer, nicht aber den ausführenden Steinbildhauer. |
| Wappentafel Schenkenberg                 | Datei hochladen | Wappentafel Schenkenberg                 |                                  | Wappenrelief und Inschrift                           |  |                 | Alte Landschreiberei                                                   | Kirchgasse 7 ·                                                    | unbekannt                                | 1605-1606                           | Dreiteilige Tafel an der Fassade der ehemaligen Landschreiberei der bernischen Landvogtei Schenkenberg, in der Mitte Wappenpyramide mit Bern-Reich über dem älteren Wappen des Amts Schenkenberg (Blasonierung: Geteilt von Gold mit halbem schwarzem Adler und von Rot mit weissem Sparren), daneben Inschriften mit den Namen der Vertreter der Bauherrschaft (Hans Rudolf Sager, Schultheiss von Bern; Abraham Stürler, Venner; Michael Ougspurger, Deutschseckelmeister; Michael Ougspurger, Obervogt) |
| Kapitell                                 | Datei hochladen | Kapitell                                 |                                  | Bauplastik Muschelkalk                               |  |                 | Schützenpavillon                                                       | Zurzacherstrasse ·                                                | unbekannt                                | 1615                                | Kapitell einer Tragsäule des Holzpavillons; mit Steinmetzzeichen und Datuminschrift |
| Fassadenmalerei der alten Lateinschule   | Datei hochladen | Fassadenmalerei der alten Lateinschule   |                                  | Wandmalerei Freskomalerei                            |  |                 | Ehemalige Lateinschule                                                 | ·                                                                 | Rudolf Schwerter (Kunstmaler)            | 1640                                | Allegorische Monumentalmalerei des Malers Rudolf Schwerter aus Baden, mit Abbildern der personifizierten sieben freien Künste und der Theologie sowie Schriftkartuschen |
| Renaissancefenster                       | Datei hochladen | Renaissancefenster                       |                                  | Bauplastik                                           |  |                 | Haus «Rössli», Hauptstrasse, Brugg                                     | Hauptstrasse 19 ·                                                 | unbekannt                                | Renaissance                         | Fensterrahmen mit Beschlagwerk |
| Schwan                                   | Datei hochladen | Schwan                                   |                                  | Relief Steinrelief                                   |  |                 | Wohnhaus                                                               | Hauptstrasse 30 ·                                                 | unbekannt                                | 1672                                | Hauszeichen |
| Brunnen                                  | Datei hochladen | Brunnen                                  | Wikidata zu Brunnen Spiegelgasse | Brunnenkunstwerk                                     |  | Brunnen         |                                                                        | Spiegelgasse ·                                                    | unbekannt                                | 1696                                | Zwei Stadtwappen am Brunnentrog |
| Wappen Brugg                             | Datei hochladen | Wappen Brugg                             |                                  | Bauplastik                                           |  |                 | ehemaliges Berner Kornhaus                                             | Untere Hofstatt ·                                                 | Samuel Jenner                            | um 1700                             | Tympanon über dem Portal des ehemaligen Berner Kornhauses |
| Kleeblatt                                | Datei hochladen | Kleeblatt                                |                                  | Hauszeichen Kalkstein                                |  |                 |                                                                        | Hauptstrasse 20 ·                                                 | unbekannt                                | 1706                                | Relief Kleeblatt als Hauszeichen |
| Zum Sternen                              | Datei hochladen | Zum Sternen                              |                                  | Hauszeichen Schmiedeeisen vergoldet,                 |  |                 |                                                                        | Rathausplatz ·                                                    | unbekannt                                | 1770                                | Wirtshausschild des ehemaligen Gasthofs «Zum Sternen» |
| Wappen Brugg                             | Datei hochladen | Wappen Brugg                             |                                  | Wappenrelief Kalkstein                               |  |                 |                                                                        | ·                                                                 | unbekannt                                | 1737                                | Grenzstein mit Wappenrelief Brugg. Aus einer Reihe von Grenzzeichen auf dem Bruggerberg zwischen dem Gebiet der Stadt Brugg und dem ehemaligen Territorium von Bern |
| Pfau                                     | Datei hochladen | Pfau                                     |                                  | Hausschild Schmiedeeisen teilweise vergoldet         |  |                 |                                                                        | Hauptstrasse 30 ·                                                 | unbekannt                                | undatiert                           | |
| Girlande                                 | Datei hochladen | Girlande                                 |                                  | Bauplastik Muschelsandstein                          |  |                 | Bahnhof Brugg                                                          | Bahnhofplatz ·                                                    | unbekannt                                | 1868                                | Relief an der Fassade des Bahnhofs Brugg |
| Rotes Haus                               | Datei hochladen | Rotes Haus                               |                                  | Wirtshausschild Eisen geschmiedet, Eisenblech bemalt |  |                 | Gasthaus                                                               | Hauptstrasse ·                                                    | unbekannt                                | um 1840                             | Wirtshausschild des Gasthofs Rotes Haus in Brugg |
| ohne Titel                               | Datei hochladen | ohne Titel                               |                                  | Skulptur Beton                                       |  |                 | Bad Schinznach                                                         | Badstrasse, Schinznach-Bad ·                                      | unbekannt                                | –                                   | Grosse Urne aufgestellt im Park beim Bad Schinznach |
| Donatorensäule                           | Datei hochladen | Donatorensäule                           |                                  | Skulptur Kalkstein                                   |  |                 | Bad Schinznach                                                         | Badstrasse, Schinznach-Bad ·                                      | unbekannt                                | 1847                                | Grosse sechseckige Säule mit neugotischer Bekrönung im Areal von Bad Schinznach, Inschriften mit Namenslisten der Donatoren für das «Armenbad Schinznach», verzeichnet sind Spenden von 1775 bis 1947. |
| Denkmal Julius Stäbli                    | Datei hochladen | Denkmal Julius Stäbli                    |                                  | Grabmalkunst                                         |  | Denkmal         |                                                                        | Zurzacherstrasse ·                                                | Bildhaueratelier Kern, Brugg             | nach 1897                           | Denkmal/Grabstein für Julius Stäbli (1840-1897) aus Brugg, Arzt |
| Pestalozzi-Denkmal                       | Datei hochladen | Pestalozzi-Denkmal                       |                                  | Denkmaltafel mit Medaillon Marmor                    |  | Denkmal         | Haus Hauptstrasse 39                                                   | Hauptstrasse 39 ·                                                 | Louis Wethli                             | ca. 1888                            | Inschrift und Medaillon zur Erinnerung an Heinrich Pestalozzi, der am 17. Februar 1827 in Brugg starb. Eingeweiht 17. September 1888. Inschrift "In diesem Hause starb Heinrich Pestalozzi 17. Februar 1827". Grösse: 2 m × 1 m |
| Äskulapstab                              | Datei hochladen | Äskulapstab                              |                                  | Kunst am Bau Stein                                   |  |                 |                                                                        | Bahnhofplatz ·                                                    | unbekannt                                | ca. 1900                            | Fassadenbekrönung eines Geschäftshauses beim Bahnhof Brugg, Medaillon mit Relief eines Äskulapstabs |
| ohne Titel                               | Datei hochladen | ohne Titel                               |                                  | Kunst am Bau Sandstein                               |  |                 |                                                                        | Hauptstrasse 64 ·                                                 | unbekannt                                | –                                   | Relief über der Eingangstüre eines Geschäftshauses |
| ohne Titel                               | Datei hochladen | ohne Titel                               |                                  | Figurenfries                                         |  |                 | Abdankungshalle                                                        | Rosengartenweg 5 ·                                                | Sebastian Lucius                         | 1904                                | Figuren an der Innenwand der Abdankungshalle des Friedhofs Brugg (Architekt Albert Froelich) |
| Wappen Brugg                             | Datei hochladen | Wappen Brugg                             |                                  | Relief Kalkstein                                     |  |                 | Stapferschulhaus                                                       | Museumsstrasse 6 ·                                                | unbekannt                                | 1909                                | Relief über dem Hauptportal des Stapferschulhauses (Architekt: Albert Froelich) |
| Brunnenskulptur Mutter mit Kind          | Datei hochladen | Brunnenskulptur Mutter mit Kind          |                                  | Skulptur Kalkstein                                   |  |                 | Stapferschulhaus                                                       | Museumsstrasse 6 ·                                                | Arnold Hünerwadel                        | 1909                                | Brunnen auf dem Pausenhof des Stapferschulhauses in Brugg, mit Bauinschrift: ARCHITEKT ALB. FROELICH HAT DIES HAUS ERB. ANNO DOM. 1909 (betr.: Architekt Albert Froelich). Auf der Brunnensäule Skulptur «Mutter und Kind» nach einem Entwurf des Zürcher Bildhauers Arnold Hünerwadel |
| Kapitolinische Wölfin                    | Datei hochladen | Kapitolinische Wölfin                    |                                  | Skulptur Kalkstein                                   |  |                 |                                                                        | Museumsstrasse ·                                                  | unbekannt                                | 1912                                | neuzeitliche Skulptur, Kopie nach dem antiken Werk Kapitolinische Wölfin, aufgestellt auf der Mauer neben der Fassade des Vindonissa-Museums in Brugg, Kanton Aargau, Schweiz |
| Domitian                                 | Datei hochladen | Domitian                                 |                                  | Reliefmedaillon, Kunst am Bau Stuck (Terranova-Guss) |  |                 |                                                                        | ·                                                                 | unbekannt                                | 1912                                | Relief mit Porträt des römischen Kaisers Domitian; aus einer Serie von acht Medaillons an den Fassaden des Vindonissa-Museums in Brugg; die übrigen Medaillons sind Gaius Iulius Caesar und den römischen Kaisern Nerva, Vespasian, Nero, Augustus, Tiberius und Claudius gewidmet. |
| Widder                                   | Datei hochladen | Widder                                   |                                  | Skulptur Kalkstein                                   |  |                 |                                                                        | Museumsstrasse ·                                                  | unbekannt                                | 1912                                | Bauplastik neben dem Eingang des Vindonissa-Museums in Brugg, Kanton Aargau, Schweiz |
| Pontonier                                | Datei hochladen | Pontonier                                |                                  | Kriegerdenkmal Bronze                                |  | Denkmal         |                                                                        | Obere Hofstatt ·                                                  | Henri Huguenin                           | nach 1918                           | Plakette zur Erinnerung an den Wehrdienst während des Ersten Weltkriegs. Inschrift: «PONTONIER-BATAILLONE 1.&.3. / GRENZBESETZUNG 1914–1918». |
| Brückengeländer                          | Datei hochladen | Brückengeländer                          |                                  | Bauplastik Kunststein                                |  |                 | Ehemalige Aarebrücke Brugg                                             | Freudensteinanlage ·                                              | unbekannt                                | –                                   | Überrest des ehemaligen Brückengeländers von der älteren Aarebrücke in Brugg. |
| Bauinschrift                             | Datei hochladen | Bauinschrift                             |                                  | Bauplastik Kunststein                                |  |                 | Aarebrücke Brugg                                                       | Hauptstrasse ·                                                    | Albert Froelich                          | 1925                                | Inschrift vom Neubau der Aarebrücke in Brugg, eingefügt in das Masswerkgeländer. Das von Architekt Albert Froelich entworfene Relief wurde von Steinhauer Zobrist, Hendschiken, in Kunststein ausgeführt. |
| Aal                                      | Datei hochladen | Aal                                      |                                  | Bauplastik Kunststein                                |  |                 | Aarebrücke Brugg                                                       | Hauptstrasse ·                                                    |                                          | 1925                                | Serie von Reliefsteinen im Geländer der Aarebrücke in Brugg. Die von Architekt Albert Froelich entworfene und von Steinhauer Zobrist, Hendschiken, ausgeführte Werkgruppe aus Kunststein umfasst unter anderem Reliefs von Fischen, Fröschen, Schildkröten, Enten und Aalen. Die Tierreliefs sind sowohl an der Geländerseite zur Fahrbahn als auch auf der Aussenseite vorhanden. |
| Justitia                                 | Datei hochladen | Justitia                                 |                                  | Plastik                                              |  |                 | Rathausbrunnen                                                         | Rathausplatz ·                                                    | Eduard Spörri                            | 1928                                | Statue der Justitia, auf der älteren Brunnensäule von Anton Wyg |
| Mordnacht-Gedenkstein                    | Datei hochladen | Mordnacht-Gedenkstein                    |                                  | Stele Muschelkalk                                    |  |                 |                                                                        | Stadtgarten ·                                                     | unbekannt                                | 1944                                | Stele mit Inschrift auf der leicht konkaven Vorderseite, aufgestellt anlässlich des Brugger Rutenzugs 1944 zum 500-jährigen Gedächtnis an die Opfer der sogenannten «Brugger Mordnacht» von 1444 |
| Sonnenuhr Brugg                          | Datei hochladen | Sonnenuhr Brugg                          |                                  | Sonnenuhr Malerei                                    |  |                 |                                                                        | Rathausplatz ·                                                    | Otto Kälin (1913–2001)                   | 1950                                | Sonnenuhr mit Wappenträgerin «Brugg» an der Südfassade des Ehemaligen Rathauses von Brugg, ersetzte bei der Renovation des Bauwerks um 1950 eine ältere Sonnenuhr an der gleichen Stelle |
| Bauer                                    | Datei hochladen | Bauer                                    |                                  | Plastik Bronze                                       |  |                 |                                                                        | Museumstrasse 9 ·                                                 | Arnold Huggler                           | 1955                                | Errichtet Dezember 1955 |
| BW                                       | Datei hochladen | Arche Noah                               |                                  | Wandmalerei                                          |  |                 | Freudensteinschulhaus, Brugg                                           | Museumsstrasse ·                                                  | Otto Kälin                               | 1959                                | |
| Büste Edmund Schulthess                  | Datei hochladen | Büste Edmund Schulthess                  |                                  | Denkmal Bronze                                       |  | Denkmal         |                                                                        | Schulthess-Allee ·                                                | Max Fueter                               | 1960                                | Bronzebüste auf Steinsockel. Denkmal für Edmund Schulthess (1868-1944), Bundesrat 1912-1935. |
| Brunnenanlage der Pumpenwerke Rütschi AG | Datei hochladen | Brunnenanlage der Pumpenwerke Rütschi AG |                                  | Brunnenkunst, Wasserspiel, Steinrelief Beton, Metall |  | Brunnen         | Firmenareal des ehemaligen Brugger Werks des Unternehmens Rütschi      | Herzogstrasse, Dammweg ·                                          | Franz Babst                              | 1963                                | Ehemaliger Brunnen vor dem Firmengebäude der 1946 gegründeten Pumpen Rütschi AG; nach dem Ende der industriellen Pumpenproduktion in Brugg um 2010 und dem Verkauf des Unternehmens wurde die Brunnenanlage entfernt. |
| Mosaik                                   | Datei hochladen | Mosaik                                   |                                  | Kunst am Bau Majolika                                |  |                 | Berufs- und Weiterbildungszentrum Brugg                                | Schulthess-Allee ·                                                | Willi Helbling                           | 1968                                | Mosaik über dem Portal der Gewerbeschule Brugg (heute BWZ Brugg); seit einer Gebäudesanierung 2002 ist das Objekt wegen neuer Fassadenelemente nicht mehr sichtbar |
| ohne Titel                               | Datei hochladen | ohne Titel                               |                                  | Brunneninstallation Beton und Stahl                  |  | Brunnen         | Areal Bezirksschule Brugg                                              | Schulhausplatz, Spiegelgasse ·                                    | Paul Suter                               | 1970                                | Die Brunnenplastik entstand nach einem Wettbewerb für die künstlerische Gestaltung des Schulhausplatzes neben dem neuen «Hallwyler»-Schulhaus. |
| Zum Kleeblatt                            | Datei hochladen | Zum Kleeblatt                            |                                  | Kunst am Bau Majolika                                |  |                 | Geschäftshaus «Zum Kleeblatt»                                          | Schulthess-Allee ·                                                | Willi Helbling                           | 1970                                | Mosaik am Portal des Geschäftshauses «Zum Kleeblatt» |
| Winzerin                                 | Datei hochladen | Winzerin                                 |                                  | Plastik Bronze                                       |  |                 |                                                                        | Vorstadt ·                                                        | Eduard Spörri                            | 1971                                | Exemplar 3 von 6 (gemäss Beschriftung auf dem Objekt) |
| Knabe                                    | Datei hochladen | Knabe                                    |                                  | Plastik Bronze                                       |  |                 |                                                                        | Rosengartenweg ·                                                  | Eduard Spörri, Bronzart Mendrisio (Guss) | unbekannt                           | Bronzeplastik auf dem alten Gemeinschaftsgrab im Friedhof Brugg |
| ohne Titel                               | Datei hochladen | ohne Titel                               |                                  | Mosaik, Kunst am Bau                                 |  |                 |                                                                        | Rosengartenweg ·                                                  | Aldo Galli                               | unbekannt                           | Mosaik des auferstandenen Christus im Friedhof Brugg |
| Gleichgewicht                            | Datei hochladen | Gleichgewicht                            |                                  | Skulptur Aluminium                                   |  |                 |                                                                        | Schöneggpark ·                                                    | Peter Hächler                            | 1971                                | Die Aluminiumplastik entstand ursprünglich nach einem Wettbewerb für den Neubau der Aargauischen Hypotheken- und Handelsbank an der Bahnhofstrasse in Brugg; die Kunstgiesserei Brotal in Mendrisio goss die Einzelteile und verschweisste sie vor dem Transport nach Brugg. Das Objekt wurde 2002 aus dem Stadtzentrum entfernt und in den Schöneggpark versetzt. |
| Windfahne                                | Datei hochladen | Windfahne                                |                                  | Bauplastik, Kunst am Bau Beton                       |  |                 |                                                                        | Neumarktplatz ·                                                   |                                          | 1976                                | Betonrelief geformt durch die Schalung; Südwestfassade des Neumarkt-Hochhauses in Brugg |
| Stäblibrunnen                            | Datei hochladen | Stäblibrunnen                            |                                  | Brunnenkunst Beton                                   |  | Brunnen         | Brückenkopf Nord der Casino-Brücke (Brugg)                             | Vorstadt ·                                                        | Franz Babst                              | 1980                                | Brunnen mit gestuftem Becken als Teil der Treppenanlage zur Fussgängerunterführung unter der Casino-Brücke. Östlich davon steht das Stäbli-Denkmal (für Julius Stäbli (1840-1897) aus Brugg, Arzt). |
| ohne Titel                               | Datei hochladen | ohne Titel                               |                                  | Skulptur Stahl                                       |  |                 | Tunnel der Mittleren Umfahrung                                         | Rosengartenweg ·                                                  | unbekannt                                | um 1980                             | Objekt im Park auf der Überdeckung des Tunnels |
| Neumarktbrunnen                          | Datei hochladen | Neumarktbrunnen                          |                                  | Brunnenkunst Beton                                   |  | Brunnen         |                                                                        | Neumarktplatz ·                                                   | Franz Babst                              | 1985                                | Brunnen mit mehreren Becken über einer integrierten Rampe der Fussgängerunterführung zum Bahnhof |
| Brugger Säule                            | Datei hochladen | Brugger Säule                            |                                  | Skulptur Stahl                                       |  |                 |                                                                        | Badenerstrasse ·                                                  | Bernhard Luginbühl                       |                                     | Komposition aus einer grossen Kurbelwelle mit angeschweissten Stahlelementen |
| Sphäre I                                 | Datei hochladen | Sphäre I                                 |                                  | Skulptur Cortenstahl                                 |  |                 |                                                                        | Schöneggpark ·                                                    | Gillian White                            | 1988                                | |
| Stier                                    | Datei hochladen | Stier                                    |                                  | Skulptur Stahl                                       |  |                 |                                                                        | Badstrasse, Schinznach-Bad ·                                      | unbekannt                                | –                                   | Im Park beim Bad Schinznach |
| Laufhunde / Vinci                        | Datei hochladen | Laufhunde / Vinci                        |                                  | Skulptur Beton                                       |  |                 |                                                                        | Unterwerkstrasse ·                                                | Bruno Weber                              | um 1980                             | Betonskulpturen, zwei Abgüsse aus einer grossen Serie, von der weitere Exemplare an anderen Standorten im Aargau aufgestellt sind; die Objekte werden «Laufhunde» oder auch «Vinci» genannt. |
| Kassiopeia                               | Datei hochladen | Kassiopeia                               |                                  | Kunst am Bau Stahl                                   |  |                 |                                                                        | Vorstadt ·                                                        | Paul Suter                               | 1988                                | |
| Bruggereisenfisch                        | Datei hochladen | Bruggereisenfisch                        |                                  | Skulptur Stahlkomposition                            |  |                 |                                                                        | Schützenmatt ·                                                    | Bernhard Luginbühl                       | 1997                                | Konstruktion aus Schrottelementen, aufgestellt vor der Kaserne Brugg |
| ohne Titel                               | Datei hochladen | ohne Titel                               |                                  | Installation                                         |  |                 |                                                                        | Altenburgerstrasse ·                                              | unbekannt                                | unbekannt                           | Zwei Objekte im Schöneggpark |
| ohne Titel                               | Datei hochladen | ohne Titel                               |                                  | Skulptur Stahl                                       |  |                 |                                                                        | Seidenstrasse 40 ·                                                | unbekannt                                | unbekannt                           | |
| Rössli                                   | Datei hochladen | Rössli                                   |                                  | Skulptur Bronze                                      |  |                 |                                                                        | Schinznach-Bad ·                                                  | unbekannt                                | unbekannt                           | Objekt nach 2020 entfernt |
| Schöneggbrunnen                          | Datei hochladen | Schöneggbrunnen                          |                                  | Brunnenkunstwerk                                     |  | Brunnen         |                                                                        | Altenburgerstrasse ·                                              | Rolf Luethi                              | 1997                                | Vier viereckige, schräggestellte Säulen aus Gneis in quadratischem Becken |
| Lichtspiel-Blätterranken                 | Datei hochladen | Lichtspiel-Blätterranken                 |                                  | Glasguss                                             |  |                 | Abdankungshalle                                                        | Rosengartenweg ·                                                  | Sadhyo Niederberger                      | 2004                                | Neue Fenster in Glasgusstechnik eingesetzt bei der Renovation der 1904 gebauten Abdankungshalle |
| Wassertor                                | Datei hochladen | Wassertor                                |                                  | Kreiselkunst                                         |  | Verkehrskreisel |                                                                        | Lauffohr ·                                                        | Ruedi Sommerhalder                       | 2006                                | Kreisel mit Installation «Wassertor» |
| Immaginazione                            | Datei hochladen | Immaginazione                            |                                  | Skulptur Stahl                                       |  |                 |                                                                        | Aarauerstrasse ·                                                  | unbekannt                                | –                                   | Metallskulptur der Galerie «Immaginazione» |
| 54                                       | Datei hochladen | 54                                       |                                  | Wandmalerei                                          |  |                 |                                                                        | Bodenackerstrasse 54 ·                                            | unbekannt                                | –                                   | Monumentale Wandmalerei, Abbildung eines Wäschestücks mit der Zahl 54, die der Hausnummer des Gebäudes entspricht |
| Kreisel Gemeindehaus                     | Datei hochladen | Kreisel Gemeindehaus                     |                                  | Kreiselkunst Farbige Mosaikpflästerung               |  | Verkehrskreisel |                                                                        | Umiken, Kreisel Gemeindehaus ·                                    |                                          | 2007                                | Kreisverkehr in der Hauptstrasse 3 mit flacher, befahrbarer Mitte, deren Pflästerung ein monumentales, farbiges Abbild des Wappens von Umiken zeigt. |
| BW                                       | Datei hochladen | Kreisel Sandbock                         |                                  | Kreiselkunst                                         |  | Verkehrskreisel |                                                                        | Umiken, Kreisel Sandbock ·                                        |                                          | 2007                                | Kreisverkehr mit flacher, befahrbarer Mitte |
| ohne Titel                               | Datei hochladen | ohne Titel                               |                                  | Graffito                                             |  |                 |                                                                        | Unterhagschachen ·                                                |                                          |                                     | |
| ohne Titel                               | Datei hochladen | ohne Titel                               |                                  | Skulptur                                             |  |                 |                                                                        | Berufsfachschule Gesundheit und Soziales BFGS, Baslerstrasse 43 · |                                          |                                     | |
| Schmetterling                            | Datei hochladen | Schmetterling                            |                                  | ...                                                  |  |                 |                                                                        | Sekundarschule Brugg, Museumstrasse 20 ·                          |                                          |                                     | |
| Hermes                                   | Datei hochladen | Hermes                                   |                                  | Kunstinstallation Cortenstahl                        |  |                 |                                                                        | Rosengartenweg ·                                                  | Gillian White                            | 2010                                | Skulptur auf dem Gemeinschaftsgrab im Friedhof Brugg |
| Wolf                                     | Datei hochladen | Wolf                                     |                                  | Street art / urban art Graffito                      |  |                 |                                                                        | Törlirain ·                                                       | unbekannt                                | 2015                                | Teil einer Werkgruppe von Graffiti, entstanden anlässlich des Festivals «Urban art / Artgau», veranstaltet vom Jugendkulturhaus Piccadilly Brugg |
| Bellevue-Kreisel                         | Datei hochladen | Bellevue-Kreisel                         |                                  | Kreiselinstallation Stahl                            |  | Verkehrskreisel |                                                                        | Schinznach-Bad ·                                                  | Daniel Schwarz                           | 2013                                | Silhouetten von Fahrzeugen |
| ohne Titel                               | Datei hochladen | ohne Titel                               |                                  | Skulptur Stein                                       |  |                 |                                                                        | Friedhofstrasse, Umiken ·                                         | unbekannt                                | –                                   | Kunstwerk beim Gemeinschaftsgrab im Friedhof Umiken |
| Gschechte-Rad                            | Datei hochladen | Gschechte-Rad                            |                                  | Metallskulptur verschiedene Metalle                  |  |                 |                                                                        | Stadtgarten ·                                                     | unbekannt                                | 2015                                | Skulptur aus einem Radreifen und angeschweissten Altmetallteilen |
| Brutkasten                               | Datei hochladen | Brutkasten                               |                                  | Vitrine Stahl, Glas                                  |  |                 |                                                                        | Stahlrain 2, Gleis 1 ·                                            |                                          | seit 2007                           | Freistehende Aussenvitrine vor dem Verwaltungsgebäude des Planungsunternehmens Metron an der Fussgängerpassage am Gleis 1 (Bahnhof Brugg Nordseite) mit seit 2007 wechselnd ausgestellten Kunstwerken |